# Fotometria (ottica)
La fotometria è la scienza della misurazione della luce, in termini di luminosità percepita dall'occhio umano. Derivata direttamente dalla radiometria, è però differente per due punti principali: è specifica per il solo spettro della luce visibile e non misura i valori di potenza assoluta. Così, se la radiometria è la scienza della misurazione di tutta l'energia radiante (compresa la luce) in termini di potenza assoluta, nella fotometria moderna la potenza radiante è diversamente pesata per ogni lunghezza d'onda, seguendo la funzione di luminosità derivata dalla particolare sensibilità umana alla luce. E tipicamente, questa ponderazione è funzione della sensibilità fotopica, in quanto la fotometria viene più spesso utilizzata nei calcoli della illuminazione artificiale (pubblica e/o privata) o in presenza di luce solare, benché la funzione scotopica o altre funzioni (più o meno arbitrarie), possono essere applicate allo stesso modo.

## Grandezze fotometriche

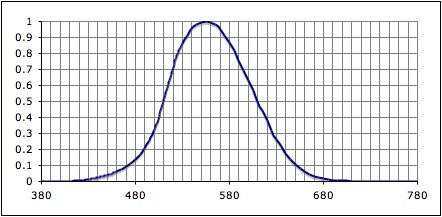
La funzione di efficienza luminosa fotopica spettrale relativa

Le grandezze fotometriche sono grandezze fisiche definite a partire dalle grandezze radiometriche mediante pesatura con la curva di risposta spettrale dell'occhio umano (detta funzione di efficienza luminosa fotopica spettrale relativa). Vengono impiegate al posto delle grandezze radiometriche, in quanto queste ultime non sono direttamente utilizzabili in scienza del colore, mentre le grandezze fotometriche quantificano l'emissione luminosa in termini della risposta del sistema visivo umano, il quale presenta sensibilità non uniforme alle diverse lunghezza d'onda.
Le grandezze fotometriche sono le seguenti:
- Energia luminosa (luminous energy): è la grandezza fotometrica che corrisponde all'energia radiante, ovvero è l'energia trasportata da un campo di radiazione elettromagnetica appartenente allo spettro di frequenze della luce visibile. 
  - viene indicata con Qv
  - l'unità di misura nel SI è il lumen per secondi (lm s)
- Flusso luminoso (luminous flux): Quantità di energia luminosa emessa da una determinata sorgente nell'unità di tempo: Qv/s.
  - viene indicato con la lettera greca Φ (phi)
  - l'unità di misura nel SI è il lumen (lm); 1 watt = 683 lumen per una radiazione luminosa con lunghezza d'onda di 555 nm (visibilità massima)
- Emettenza luminosa (luminous exitance): è la grandezza fotometrica che corrisponde alla grandezza radiometrica chiamata "emettenza radiante". Indica il rapporto tra il flusso luminoso e la superficie emettente.
  - viene indicata con Ev
  - l'unità di misura nel SI è il lux (lx), ovvero (lm/m2)
- Illuminamento (illuminance): Rapporto tra il flusso luminoso ricevuto da una superficie e l'area della superficie stessa.
  - viene indicata con Ev
  - l'unità di misura nel SI è il lux (lx), ovvero il lumen al metro quadrato (lm/m2)
- Intensità luminosa (luminous intensity): Flusso luminoso emesso all'interno dell'angolo solido unitario (steradiante) in una direzione data. 
  - viene indicata con Iv ed è una grandezza vettoriale.
  - l'unità di misura nel SI è la candela (cd)
- Luminanza (luminance): Rapporto tra intensità luminosa emessa da una superficie in una data direzione e l'area della superficie apparente. 
  - viene indicata con Lv
  - l'unità di misura nel SI è la candela al metro quadrato (cd/m2)

Per lo studio della percezione della luce e del colore, la grandezza fotometrica più importante è la luminanza perché è direttamente correlata con la percezione visiva.
In fotometria viene definita superficie di Lambert, dal nome del fisico Johann Heinrich Lambert, quella particolare superficie per la quale la luminanza è costante in tutte le direzioni.